# CKSB-10-FM
CKSB-10-FM est une station de radio canadienne francophone située à Winnipeg, dans la province du Manitoba. Elle est détenue et opérée par la Société Radio-Canada et affiliée à son réseau généraliste ICI Radio-Canada Première. Ses programmes sont diffusés à travers toute la province. CKSB et la station de télévision CBWFT font partie d'ICI Manitoba.

## Histoire
CKSB-AM entre en ondes le 27 mai 1946 comme une station de radio francophone et commerciale depuis le 607 College Street à Saint-Boniface, Manitoba. Le siège de la radio était à l'origine une partie du collège Saint-Boniface qui a brûlé en 1922. La radio diffusait alors sur la fréquence 1 250 kHz avec une puissance d'émission effective de 1 000 watts. L'antenne était située à l'origine à 4,6 kilomètres du studio, situé sur la route Dawson.
Deux émetteurs AM rediffusant ses programmes apparaissent à la fin des années 1960 : CBXF (Sainte-Rose du Lac) le 1er février 1968 et CBKB (Saint Lazare) le 12 mars 1969. Les deux stations émettaient sur la fréquence 860 kHz. CBXF a déménagé en FM sur 92,9 MHz. Aujourd'hui CKSB diffuse à Winnipeg et les environs à la fréquence FM 88,1 MHz.
CKSB possède des rediffuseurs dans les régions suivantes :
- Brandon - 99,5 FM
- Dryden (Ontario) - 102,7 FM
- Fort Frances (Ontario) - 89,1 FM
- Flin Flon - 99,9 FM
- Kenora (Ontario) - 93,5 FM
- Saint-Lazare - 860 AM
- Sainte-Rose du Lac - 88,1 FM
- Le Pas - 93,7 FM
- Thompson - 99,9 FM

## Personnalités de l'histoire de la station
- Henri Bergeron
- Léo Rémillard
- Marcel Gauthier
- Christian Leroy
- Vincent Dureault
- Stéphane Langdeau
- Rossel Vien
- Azeb Wolde-Giorghis